# Meng Qiang
Meng Qiang (chiń. 孟强; ur. 3 lipca 1987) – chiński zapaśnik w stylu klasycznym. Olimpijczyk z Rio de Janeiro 2016, gdzie zajął trzynaste miejsce w kategorii 130 kg.
Dwunasty na mistrzostwach świata w 2014. Trzeci na igrzyskach azjatyckich w 2014. Srebrny medalista mistrzostw Azji w 2011 i 2015 roku.